# جونگ چان (نویسنده)
جونگ چان (Jung Chan) (정찬 ; متولد ۱۹۵۳) نویسنده کره جنوبی است.
جونگ چان در سال ۱۹۵۳ متولد شد و از دانشگاه ملی سئول در رشته آموزش کره فارغ‌التحصیل شد. او یک هنرمند محبوب است که در جشنواره بین‌المللی نویسندگان LTI کره ۲۰۱۰ حضور داشت.

## نگرانی در آثار جونگ چان
این نگرانی، رابطه قدرت و زبان است. قدرت در اینجا محصول نهایی فساد زبان یا زبان تبدیل شده به ایدئولوژیک است. 
خانه یخی (Eoreumui jip) و آواز غم (Seulpeumui norae) مراقبه دقیقی بر زبان رمان‌های جونگ چان ارائه می‌دهند و جغد بر تنش بین سکوت خدا و زبان قدرت فاسد تمرکز می‌کند. در خانه یخی (Eoreumui jip)، چیزی که قدرتمندان بی وقفه دنبال می‌کنند، در نهایت به عنوان مکان خدا شناخته می‌شود.

## ترجمه
- مسیر دنج (아늑한 길)

## زبان کره ای
رمان‌ها
- عصر جهان (۱۹۹۸)
- نردبان طلا (۱۹۹۹)
- زیر درخت جارو (۱۹۹۹)
- روح سایه (۲۰۰۰)
- مجموعه داستان‌های کوتاه
- رودخانه خاطره (۱۹۸۹)
- یک روح کامل (۱۹۹۲)
- جاده دنج (۱۹۹۵)
- مردگان در ونیز (۲۰۰۳)

## جوایز
- جایزه ادبی دونگ این